# Gymnoderma lineare
Gymnoderma lineare är en lavart som först beskrevs av A. Evans, och fick sitt nu gällande namn av Yoshim. & Sharp. Gymnoderma lineare ingår i släktet Gymnoderma och familjen Cladoniaceae.   Inga underarter finns listade i Catalogue of Life.

## Källor

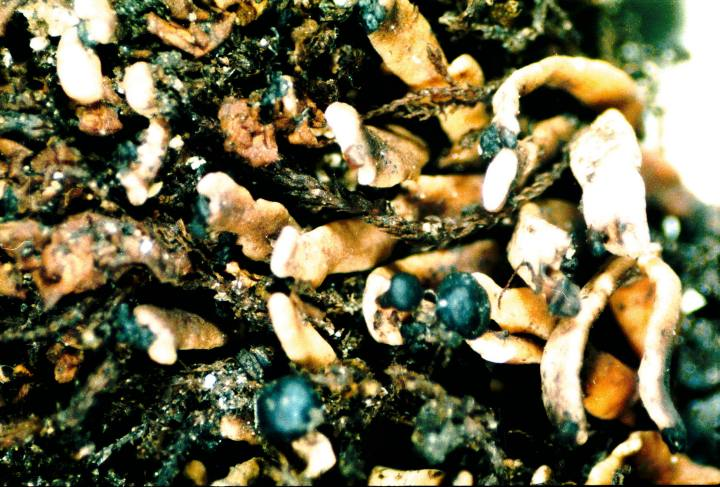
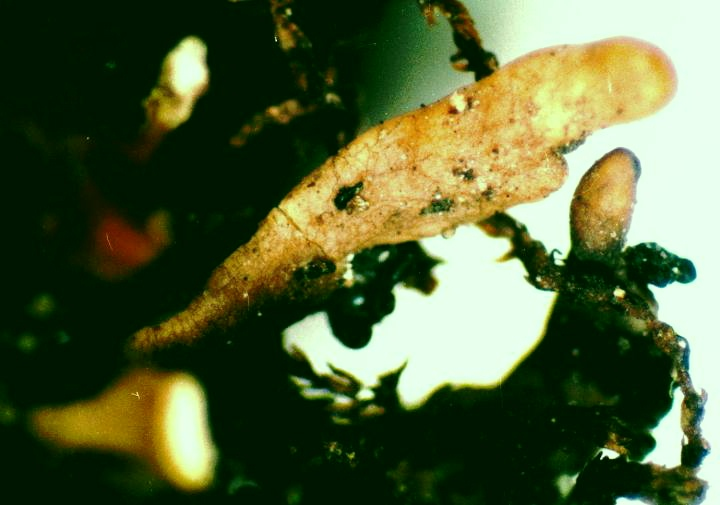
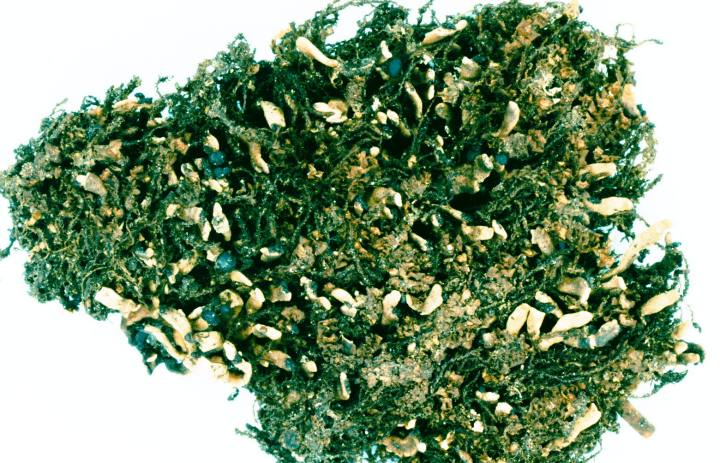